# Zadar
Zadar (it. Zara) er en kroatisk by beliggende i Dalmatien ved Adriaterhavet, og hovedbyen i  Zadar distrikt.
Zadar har været beboet i 3000 år. Den første notering om bebyggelsen er fra det 4. århundrede f.Kr. mens de materielle spor er fra det 9. århundrede f.Kr. . Byens første indbyggere var stammen Libur. Bosættelsen fik bykarakter først da den blev erobret af Romerne. I starten af det 7. århundrede blev Zadar hovedstad i Dalmatien og forblev det til året 1918.
Igennem krigstiderne har der været mange herskere i byen: I det 7. århundrede hersker kroater og ungarere. I tiden fra 1102-1409 hersker kroater-ungarere, og fra 1409 kommer byen under Venedigs styre, som bliver på magten til 1797. Derefter er området under det første østrigske styre frem til 1814, siden hersker franskmænd over området til 1818, og efter dem hersker italienerne til slutningen af 1. verdenskrig.
Med aftalen fra 1920 i Rapallo tilfalder byen Italien. Efter kraftige bombardementer i 2. verdenskrig bliver byen en del af Republikken Kroatien i Den Føderative Folkerepublik Jugoslavien. Efter sammenbruddet af eks-Jugoslavien, oplevede byen endnu en gang belejring, fra 1991 til 1995, da den blev overtaget af den kroatiske armé.

## Turisme
I marts 1902 åbnede byens første hotel, Hotel Bristol (i dag Hotel Zagreb).
Byen og fæstningen blev i 2017 optaget på UNESCOs liste over verdensarven, som en del af Venetianske forsvarsværker mellem det 16. og 17. århundrede: Stato da Terra – Vestlige Stato da Mar

## Galleri
- Monument til solen, del af installation i Zadar skabt af Nikola Bašić
- St. Donats kire og Forum Romanum
- Forum Romanum
- St. Anastasia katedralen
- Sakrofag med Skt. Simons mumie
- Zadars universitet fra oprindelig 1396